# Râul Comana, Olt
Râul Comana este un afluent al Oltului care izvorăște din Munții Perșani. Lungime totala este de 20 km. Se formează la confluența a două brațe: Valea Tigăi și Dăbiș.

## Hărți
- Harta județul Brașov
- Harta munții Perșani  Arhivat în 13 iunie 2008, la Wayback Machine.